# Llista de governadors prefecturals del Japó
En aquesta pagina es mostra la llista actual de governadors prefecturals del Japó

## Llista

### Partits polítics
| Nom                                  | Nom                        | Retrat                     | Prefectura                 | Inici de mandat            | Fi de mandat               | Partit                                                                |
| Regió de Hokkaidō (北海道)           | Regió de Hokkaidō (北海道) | Regió de Hokkaidō (北海道) | Regió de Hokkaidō (北海道) | Regió de Hokkaidō (北海道) | Regió de Hokkaidō (北海道) | Regió de Hokkaidō (北海道)                                            |
| ------------------------------------ | -------------------------- | -------------------------- | -------------------------- | -------------------------- | -------------------------- | --------------------------------------------------------------------- |
|                                      | Naomichi Suzuki            |                            | · Hokkaido                 | 23 d'abril de 2019         | En el càrrec               | Independent (Amb el suport del PLD, Kōmeitō i NPD)                    |
| Regió de Tōhoku (東北地方)           |                            |                            |                            |                            |                            |                                                                       |
|                                      | Shingo Mimura              |                            | · Prefectura d'Aomori      | 29 de juny de 2003         | En el càrrec               | Independent (Amb el suport del PLD i Kōmeitō)                         |
|                                      | Takuya Tasso               |                            | · Prefectura d'Iwate       | 30 d'abril de 2007         | En el càrrec               | Independent (Amb el suport del PDC, PDG, PCJ i PSD)                   |
|                                      | Yoshihiro Murai            |                            | · Prefectura de Miyagi     | 21 de novembre de 2005     | En el càrrec               | Independent                                                           |
|                                      | Norihisa Satake            |                            | · Prefectura d'Akita       | 20 d'abril de 2009         | En el càrrec               | Independent (Amb el suport del PLD-secció local, Kōmeitō i PSD)       |
|                                      | Mieko Yoshimura            |                            | · Prefectura de Yamagata   | 14 de febrer de 2009       | En el càrrec               | Independent                                                           |
|                                      | Masao Uchibori             |                            | · Prefectura de Fukushima  | 12 de novembre de 2014     | En el càrrec               | Independent (Amb el suport del PLD, Kōmeitō, PDC, PDG i PSD)          |
| Regió de Kantō (関東地方)            |                            |                            |                            |                            |                            |                                                                       |
|                                      | Kazuhiko Ōigawa            |                            | · Prefectura d'Ibaraki     | 26 de setembre de 2017     | En el càrrec               | Independent (Amb el suport del PLD i Kōmeitō)                         |
|                                      | Tomikazu Fukuda            |                            | · Prefectura de Tochigi    | 9 de desembre de 2004      | En el càrrec               | Independent (Amb el suport del PLD i Kōmeitō)                         |
|                                      | Ichita Yamamoto            |                            | · Prefectura de Gunma      | 28 de setembre de 2019     | En el càrrec               | Independent (Amb el suport del PLD i Kōmeitō)                         |
|                                      | Motohiro Ōno               |                            | · Prefectura de Saitama    | 31 d'agost de 2019         | En el càrrec               | Independent (Amb el suport del PDC, PDG, PSD i PCJ)                   |
|                                      | Toshihito Kumagai          |                            | · Prefectura de Chiba      | 5 d'abril de 2021          | En el càrrec               | Independent                                                           |
|                                      | Yuriko Koike               |                            | · Tòquio                   | 2 d'agost de 2016          | En el càrrec               | Els Toquiòtes Primer                                                  |
|                                      | Yūji Kuroiwa               |                            | · Prefectura de Kanagawa   | 23 d'abril de 2011         | En el càrrec               | Independent (Amb el suport del PLD, PDG i Kōmeitō)                    |
| Regió de Chūbu (中部地方)            |                            |                            |                            |                            |                            |                                                                       |
|                                      | Hideyo Hanazumi            |                            | · Prefectura de Niigata    | 12 de juny de 2018         | En el càrrec               | Independent (Amb el suport del PLD i Kōmeitō)                         |
|                                      | Hachirō Nitta              |                            | · Prefectura de Toyama     | 9 de novembre de 2020      | En el càrrec               | Independent (Amb el suport del Nippon Ishin no Kai)                   |
|                                      | Masanori Tanimoto          |                            | · Prefectura d'Ishikawa    | 29 de març de 1994         | En el càrrec               | Independent (Amb el suport del PLD, Kōmeitō i PSD)                    |
|                                      | Tatsuji Sugimoto           |                            | · Prefectura de Fukui      | 23 d'abril de 2019         | En el càrrec               | Independent (Amb el suport del PLD i Nippon Ishin no Kai)             |
|                                      | Kōtarō Nagasaki            |                            | · Prefectura de Yamanashi  | 17 de febrer de 2019       | En el càrrec               | Independent (Amb el suport del PLD i Kōmeitō)                         |
|                                      | Shuichi Abe                |                            | · Prefectura de Nagano     | 1 de setembre de 2010      | En el càrrec               | Independent (Amb el suport del PLD, Kōmeitō, PDC, PDG i PSD)          |
|                                      | Hajime Furuta              |                            | · Prefectura de Gifu       | 6 de febrer de 2005        | En el càrrec               | Independent (Amb el suport del PLD, Kōmeitō i PD secció local)        |
|                                      | Heita Kawakatsu            |                            | · Prefectura de Shizuoka   | 7 de juliol de 2009        | En el càrrec               | Independent                                                           |
|                                      | Hideaki Ōmura              |                            | · Prefectura d'Aichi       | 15 de febrer de 2011       | En el càrrec               | Independent (Amb el suport de Genzei Nippon, PDC, PDG, PLD i Kōmeitō) |
| Regió de Kansai (関西地方)           |                            |                            |                            |                            |                            |                                                                       |
|                                      | Katsuyuki Ichimi           |                            | · Prefectura de Mie        | 14 de setembre de 2021     | En el càrrec               | Independent (Amb el suport del PLD, Kōmeitō, PDC i PDP)               |
|                                      | Taizō Mikazuki             |                            | · Prefectura de Shiga      | 20 de juliol de 2014       | En el càrrec               | Independent                                                           |
|                                      | Takatoshi Nishiwaki        |                            | · Prefectura de Kyoto      | 16 d'abril de 2018         | En el càrrec               | Independent (Amb el suport del PLD, PDC, Kōmeitō, PE i PD)            |
|                                      | Hirofumi Yoshimura         |                            | · Prefectura d'Osaka       | 8 d'abril de 2019          | En el càrrec               | Osaka Ishin no Kai                                                    |
|                                      | Motohiko Saitō             |                            | · Prefectura de Hyogo      | 1 d'agost de 2021          | En el càrrec               | Independent (Amb el suport del PLD i Nippon Ishin no Kai)             |
|                                      | Shōgo Arai                 |                            | · Prefectura de Nara       | 3 de maig de 2007          | En el càrrec               | Independent (Amb el suport del PLD, Kōmeitō i PDG)                    |
|                                      | Yoshinobu Nisaka           |                            | · Prefectura de Wakayama   | 17 de desembre de 2006     | En el càrrec               | Independent (Amb el suport del PLD i Kōmeitō)                         |
| Regió de Chūgoku (中国地方)          |                            |                            |                            |                            |                            |                                                                       |
|                                      | Shinji Hirai               |                            | · Prefectura de Tottori    | 13 d'abril de 2007         | En el càrrec               | Independent (Amb el suport del PLD, PDC, PDG i Kōmeitō)               |
|                                      | Tatsuya Maruyama           |                            | · Prefectura de Shimane    | 30 d'abril de 2019         | En el càrrec               | Independent                                                           |
|                                      | Ryūta Ibaragi              |                            | · Prefectura d'Okayama     | 12 de novembre de 2012     | En el càrrec               | Independent (Amb el suport del PLD, PD i Kōmeitō)                     |
|                                      | Hidehiko Yuzaki            |                            | · Prefectura de Hiroshima  | 29 de novembre de 2009     | En el càrrec               | Independent (Amb el suport del PLD, PD i Kōmeitō)                     |
|                                      | Tsugumasa Muraoka          |                            | · Prefectura de Yamaguchi  | 25 de febrer de 2014       | En el càrrec               | Independent (Amb el suport del PLD i Kōmeitō)                         |
| Regió de Shikoku (四国地方)          |                            |                            |                            |                            |                            |                                                                       |
|                                      | Kamon Iizumi               |                            | · Prefectura de Tokushima  | 18 de maig de 2003         | En el càrrec               | Independent (Amb el suport del PLD i Kōmeitō)                         |
|                                      | Keizō Hamada               |                            | · Prefectura de Kagawa     | 5 de setembre de 2010      | En el càrrec               | Independent (Amb el suport del PLD, Kōmeitō i PSD)                    |
|                                      | Tokihiro Nakamura          |                            | · Prefectura d'Ehime       | 1 de desembre de 2010      | En el càrrec               | Independent (Amb el suport del PLD, Kōmeitō i PDG)                    |
|                                      | Seiji Hamada               |                            | · Prefectura de Kōchi      | 7 de desembre de 2019      | En el càrrec               | Independent (Amb el suport del PLD i Kōmeitō)                         |
| Regió de Kyūshū i Okinawa (九州地方) |                            |                            |                            |                            |                            |                                                                       |
|                                      | Seitarō Hattori            |                            | · Prefectura de Fukuoka    | 14 d'abril de 2021         | En el càrrec               | Independent (Amb el suport del PLD, Kōmeitō, PDC i PSD)               |
|                                      | Yoshinori Yamaguchi        |                            | · Prefectura de Saga       | 14 de gener de 2015        | En el càrrec               | Independent (Amb el suport del PLD i Kōmeitō)                         |
|                                      | Hōdō Nakamura              |                            | · Prefectura de Nagasaki   | 2 de març de 2010          | En el càrrec               | Independent (Amb el suport del PLD i Kōmeitō)                         |
|                                      | Ikuo Kabashima             |                            | · Prefectura de Kumamoto   | 16 d'abril de 2008         | En el càrrec               | Independent (Amb el suport del PLD, Kōmeitō, PD i PSD)                |
|                                      | Katsusada Hirose           |                            | · Prefectura d'Ōita        | 28 d'abril de 2003         | En el càrrec               | Independent (Amb el suport del PLD i Kōmeitō)                         |
|                                      | Shunji Kōno                |                            | · Prefectura de Miyazaki   | 21 de gener de 2011        | En el càrrec               | Independent (Amb el suport del PLD, PDC, PDG, PSD, PE i Kōmeitō)      |
|                                      | Kōichi Shiota              |                            | · Prefectura de Kagoshima  | 28 de juliol de 2020       | En el càrrec               | Independent                                                           |
|                                      | Denny Tamaki               |                            | · Prefectura d'Okinawa     | 4 d'octubre de 2018        | En el càrrec               | Independent (Amb el suport del PDC, PDG, PCJ, PL, PSD i PSO)          |

## Altres
En aquest apartat s'especifiquen els governadors que han complit rècords d'edat, de longevitat al càrrec, etc.

Governadors
Katsusada Hirose Prefectura d'Ōita 77 anys
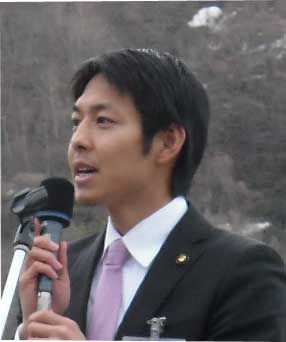
Naomichi Suzuki Hokkaido 39 anys
Masanori Tanimoto Prefectura d'Ishikawa des de 1994
Kōichi Shiota Prefectura de Kagoshima des de juliol de 2020

Des de l'esquerra fins a la dreta: governador amb més edat, governador amb menys edat, governador més temps al càrrec i governador menys temps al càrrec.